# Rezerwat przyrody Nad Trzciańcem
Nad Trzciańcem – rezerwat przyrody znajdujący się w miejscowości Trzcianiec, w gminie Ustrzyki Dolne, w powiecie bieszczadzkim, w województwie podkarpackim. Leży w obrębie leśnym Wojtkowa, w Nadleśnictwie Bircza.
numer według rejestru wojewódzkiego – 73
powierzchnia – 180,52 ha (akt powołujący podawał 182,13 ha)
dokument powołujący – Dz. Urz. Woj. Podkarpackiego 00.29.242
rodzaj rezerwatu – leśny
- typ rezerwatu – fitocenotyczny

- podtyp rezerwatu – zbiorowisk leśnych

- typ ekosystemu – leśny i borowy

- podtyp ekosystemu – lasów górskich i podgórskich

przedmiot ochrony (według aktu powołującego) – dobrze wykształcone zbiorowisko buczyny karpackiej w formie reglowej z występującym w jego runie szeregiem gatunków roślin chronionych oraz licznych osobliwości dendrologicznych.
Buczynie karpackiej towarzyszą fragmenty bagiennej olszyny górskiej. Odnotowano tu ponad 170 taksonów flory naczyniowej.
Rezerwat znajduje się na terenie Parku Krajobrazowego Gór Słonnych oraz w granicach dwóch obszarów sieci Natura 2000: siedliskowego „Ostoja Góry Słonne” PLH180013 oraz ptasiego „Góry Słonne” PLB180003.